# Pilosocereus royenii
El sebucán (Pilosocereus royenii)  (L.) Byles & G.D.Rowley, es una especie de planta fanerógama de la familia Cactaceae.

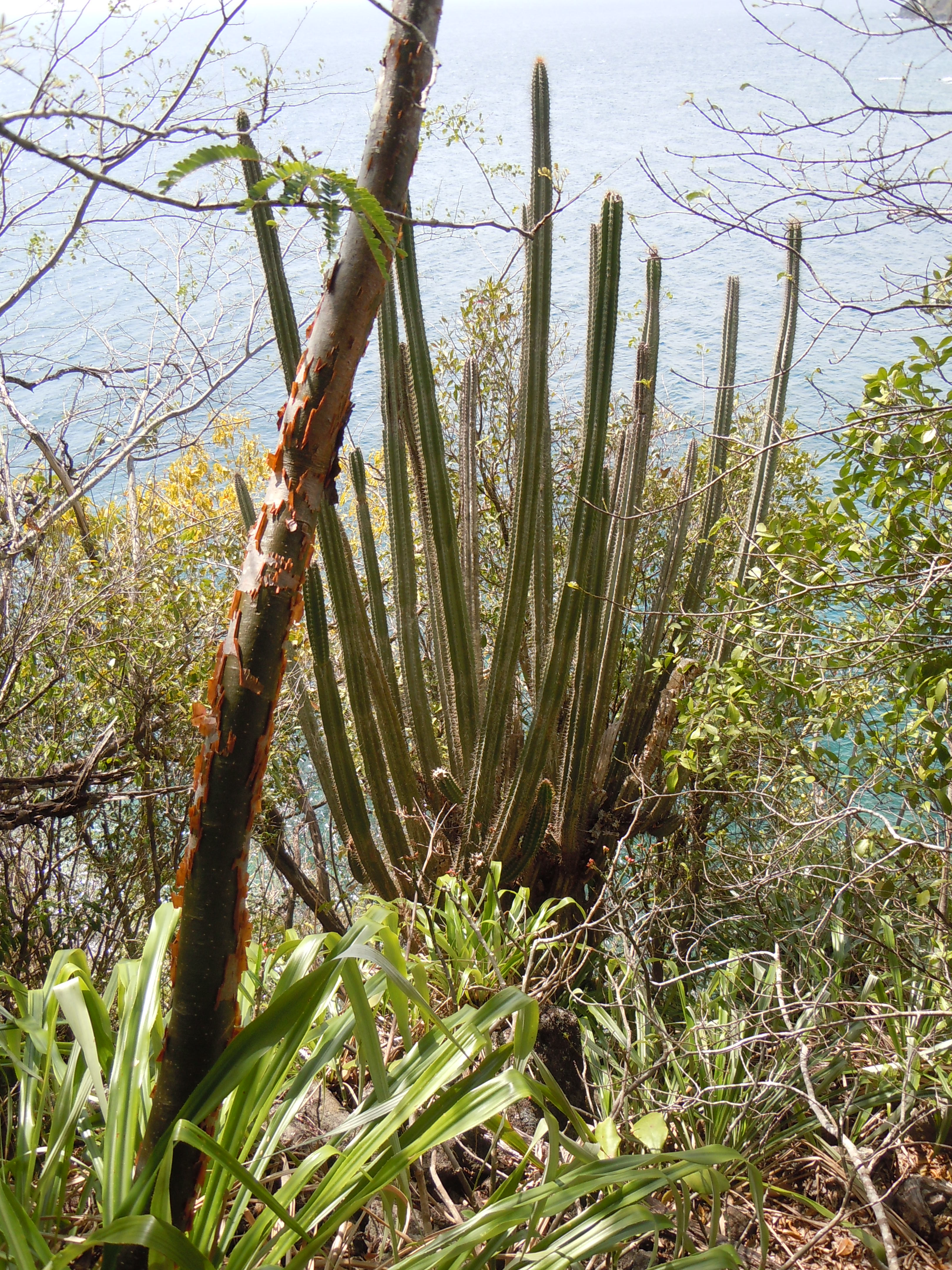
Vista de la planta

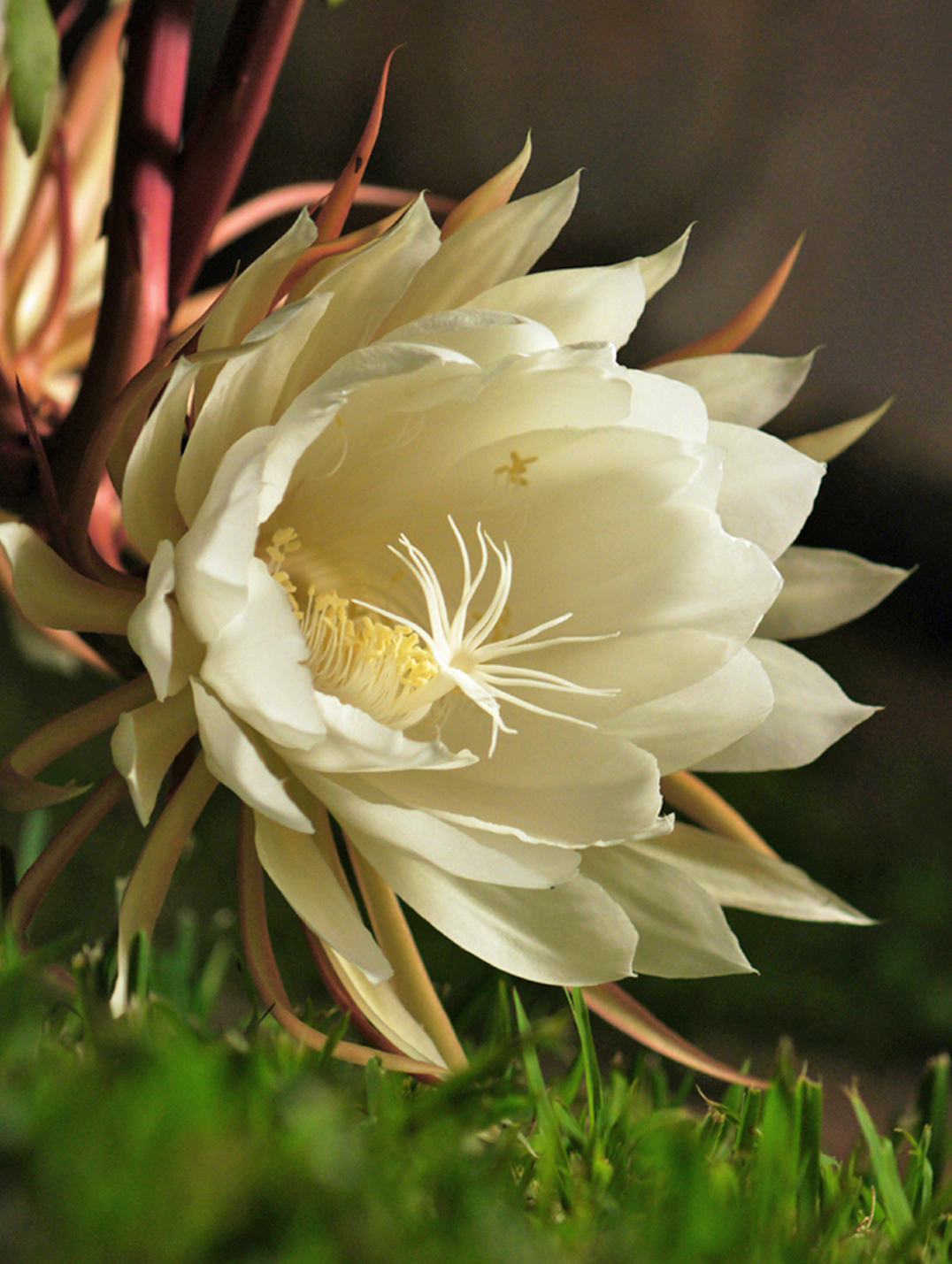
Flor

## Descripción
Es un cacto de tamaño árbol,  perenne, con tronco corto que se bifurca en varias ramas largas erectas verticales de color gris verdoso. Las ramas tienen de 7 a 11 ángulos y están divididas en crestas espinosas y ranuras lisas. La especie se caracteriza por la ausencia de hojas y la gran cantidad de grupos de espinas afiladas amarillas o grises de 1-2,75 cm de largo situadas en las crestas de las ramas. Florece irregularmente durante el año. Las flores carnosas de tono verde, blanco o púrpura de  cm de largo de forma tubular tienen muchos sépalos y pétalos. Las flores solitarias están situadas cerca de los ápices de las ramas. La fruta roja redonda y achatada, tiene superficie suave y es comestible. El tronco está compuesto de tejidos que almacenan el agua que junto al sistema de raíces extenso y superficial le da a la especie gran resintencia al calor.

## Distribución  y hábitat
Es uno de los cactus más extendidos por el Caribe, en las Antillas Mayores y Menores y también en la península de Yucatán en México.  Es una especie que se ha extendido a todo el mundo. Dominante en el bosque espinoso sobre calizas frente a la costa sur de Puerto Rico.

## Taxonomía
Pilosocereus royenii fue descrita por (L.) Byles & G.D.Rowley y publicado en Cactus and Succulent Journal of Great Britain 19(3): 67. 1957.
Etimología
Pilosocereus: nombre genérico que deriva de la  palabra  griega:
pilosus que significa "peludo" y Cereus un género de las cactáceas, en referencia a que es un Cereus peludo.
royenii: epíteto otorgado en honor del botánico Adriaan van Royen.   
Sinonimia
- Cactus royenii
- Cephalocereus royenii
- Cereus nobilis
- Pilocereus nobilis
- Cephalocereus nobilis
- Pseudopilocereus nobilis
- Cereus monoclonos
- Cephalocereus monoclonos
- Pilosocereus monoclonos
- Cereus swartzii
- Cephalocereus swartzii
- Pilosocereus swartzii
- Pilocereus urbanianus
- Pilosocereus urbanianus
- Cephalocereus brooksianus
- Cephalocereus barbadensis
- Pilosocereus barbadensis
- Cephalocereus gaumeri
- Pilosocereus gaumeri